# Abu Kigab
Abu Haef Kigab (Jartum, Sudán; 3 de noviembre de 1998) es un baloncestista sudanés nacionalizado canadiense que pertenece a la plantilla del PS Karlsruhe Lions de la ProA, la segunda división alemana. Con 2,01 metros de estatura, juega en la posición de alero .

## Trayectoria deportiva

### Universidad
Nacido en Jartum, Sudán, hijo de Sultan Kigab, Kigab se mudó a St. Catharines, Ontario con su familia a los nueve años. Asistió a la escuela pública Queen Mary y a la escuela secundaria católica St. Francis y se unió a la Prolific Prep Academy en Napa, California en 2015.
En 2017, ingresa en la Universidad de Oregón, donde jugaría la NCAA durante dos temporadas con los Oregon Ducks. En su segundo año, Kigab promedió 2,6 puntos y 2,7 rebotes por partido en 10 partidos.
El 14 de enero de 2019, se anunció su traslado a la Universidad Estatal de Boise, situada en Boise (Idaho), en la que Kigab promedió 11,1 puntos y 3,6 rebotes por partido cuando era junior. En su último año, promedió 11,8 puntos, 5,4 rebotes, dos asistencias, 1,2 robos y 0,9 tapones por partido, ganando los honores del Segundo Equipo All-Mountain West Conference. En el último partido de la temporada, Kigab sufrió una lesión en el hombro derecho. Optó por aprovechar la quinta temporada de elegibilidad otorgada por la NCAA debido a la pandemia de COVID-19. Kigab fue incluido en el Segundo Equipo All-Mountain West por segunda temporada consecutiva, así como en el Equipo Defensivo.

### Profesional
Después de no ser seleccionado en el draft de la NBA de 2022, Kigab se unió a la plantilla de la Liga de Verano de la NBA de los Toronto Raptors en Las Vegas, registrando un doble-doble con 15 puntos y 10 rebotes en el último partido contra Milwaukee.
El 24 de octubre de 2022, Kigab formó parte de la lista inicial de los Fort Wayne Mad Ants de la NBA G League, pero no formaría parte de la plantilla y se marcharía a Canadá para jugar con los Niagara River Lions en la CEBL.
El 5 de mayo de 2023, firma por los Ottawa BlackJacks para disputar la CEBL.
El 27 de agosto de 2023, Kigab firmó con Spišskí Rytieri de la Liga Eslovaca de Baloncesto. En 18 partidos de liga, promedió 19,6 puntos, 7,4 rebotes y 2 asistencias por partido.
El 2 de enero de 2024, firmó un contrato con USC Heidelberg de la Basketball Bundesliga.
El 25 de noviembre de 2024 fichó por el PS Karlsruhe Lions de la ProA, la segunda división alemana.

### Internacional
Kigab compitió con la selección de baloncesto de Canadá sub-19 en la Copa Mundial FIBA de 2015 y el Campeonato FIBA Américas sub de 2016. En julio de 2017, logró el oro con la selección sub-19 en la Copa Mundial FIBA, promediando 14,7 puntos y 10,6 rebotes, así como 2,3 asistencias por partido. 